# Zorzines subreducta
Zorzines subreducta är en fjärilsart som beskrevs av Inoue 1982. Zorzines subreducta ingår i släktet Zorzines och familjen nattflyn. Inga underarter finns listade i Catalogue of Life.